# فیرخو (دهانه)
فیرخو یک دهانه برخوردی در ماه‌ است.